# رمان سقطري
الرمان السقطري أو الرمان البدئي (الاسم العلمي: Punica protopunica)، نوع من النباتات المُزهرة المنتمية إلى فصيلة الخثرية. إنه مستوطن في جزيرة سقطرى (اليمن). موئله الطبيعي هي الغابات الجافة شبه الاستوائية أو الاستوائية.
يصل ارتفاع الشجرة، التي غالبًا ما تكون شائكة، من 2.5 إلى 4.5 متر. يكون لحاءها بني محمر عندما تكون صغيرة، ويتحول إلى اللون الرمادي مع تقدم العمر وتصبح أقل خصوبة. الأوراق خضراء داكنة لامعة ومتقابلة، يصل طولها إلى 3 سم.الفاكهة كروية، قطرها 2-3 سم. تُزهر وتثمر من ديسمبر ويناير وحتى الصيف.